# نجيل بحري
النجيل البحري (بالإنجليزية: Seagrass)‏، هي وصف محدد لعدد معين من النباتات المزهرة التي توجد في المصبات البحرية لمياه الأنهار، وتميل إلى تطوير مروج واسعة النطاق تحت الماء. هناك 60 نوعاً من ضمن 12 جنساً معروفاً.

## الوصف
تسمى هذه النباتات المزهرة البحرية بالأعشاب البحرية لأنها لأنواعها أوراق طويلة وضيقة، وتنمو عن طريق تمديد الجذمور، وكثيرا ما تنمو في «المروج» الكبيرة، التي تبدو وكأنها مراعي، وبعبارة أخرى، فإن العديد من أنواع الأعشاب البحرية تشبه تلك في سطح الأرض.
وعلى غرار جميع النباتات فهي ذات التغذية التلقائية، فإن التمثيل الضوئي للطيور البحرية يقتصر على النمو في المنطقة الضوئية المغمورة، وتحدث معظمها في المياه الساحلية الضحلة والمحمية الراسية في قيعان الرمل أو الطين. معظم الأنواع تخضع لتلقيح الغواصات واستكمال دورة حياتها بأكملها تحت الماء.

## الأنواع
| الفصيلة        | صورة | الجنس | الوصف |
| -------------- | --- | --- | --- |
| حزامية         | المعروفة أيضاً باسم فصيلة الأعشاب البحرية، وتشمل جنسين وتحتوي على 22 نوعاً من الأنواع البحرية. وهي موجودة في مناخ معتدل ومياه شبه الاستوائية الساحلية، مع أعلى التنوع حول كوريا واليابان. | المعروفة أيضاً باسم فصيلة الأعشاب البحرية، وتشمل جنسين وتحتوي على 22 نوعاً من الأنواع البحرية. وهي موجودة في مناخ معتدل ومياه شبه الاستوائية الساحلية، مع أعلى التنوع حول كوريا واليابان. | المعروفة أيضاً باسم فصيلة الأعشاب البحرية، وتشمل جنسين وتحتوي على 22 نوعاً من الأنواع البحرية. وهي موجودة في مناخ معتدل ومياه شبه الاستوائية الساحلية، مع أعلى التنوع حول كوريا واليابان. |
| حزامية         | | Phyllospadix | 6 أنواع |
| حزامية         | | حزامية | 16 نوعاً |
| حب مائية       | تحتوي على 22 نوعاً في ثلاثة أجناس، وتنتشر في جميع بقاع العالم. | تحتوي على 22 نوعاً في ثلاثة أجناس، وتنتشر في جميع بقاع العالم. | تحتوي على 22 نوعاً في ثلاثة أجناس، وتنتشر في جميع بقاع العالم. |
| حب مائية       | | Enhalus | نوع واحد |
| حب مائية       | | محب الملح | 19 نوعاً |
| حب مائية       | | Thalassia | نوعان |
| بوزيدونيا      | يحتوي على جنس واحد مع اثنين إلى تسعة أنواع بحرية وجدت في البحار من البحر المتوسط وحول الساحل الجنوبي لأستراليا.                                                                         | يحتوي على جنس واحد مع اثنين إلى تسعة أنواع بحرية وجدت في البحار من البحر المتوسط وحول الساحل الجنوبي لأستراليا.                                                                         | يحتوي على جنس واحد مع اثنين إلى تسعة أنواع بحرية وجدت في البحار من البحر المتوسط وحول الساحل الجنوبي لأستراليا.                                                                         |
| بوزيدونيا      | | بوزيدونيا | نوعان إلى تسعة أنواع |
| Cymodoceaceae  | بعض العلماء لا يعترفون بهذه الفصيلة. | بعض العلماء لا يعترفون بهذه الفصيلة. | بعض العلماء لا يعترفون بهذه الفصيلة. |
| Cymodoceaceae  | | Amphibolis | نوعان |
| Cymodoceaceae  | | Cymodocea | 4 أنواع |
| Cymodoceaceae  | | Halodule | 6 أنواع |
| Cymodoceaceae  | | Syringodium | نوعان |
| Cymodoceaceae  | | Thalassodendron | 3 أنواع |
| مجموع الأنواع: | | | |